# Kamakura (okres)

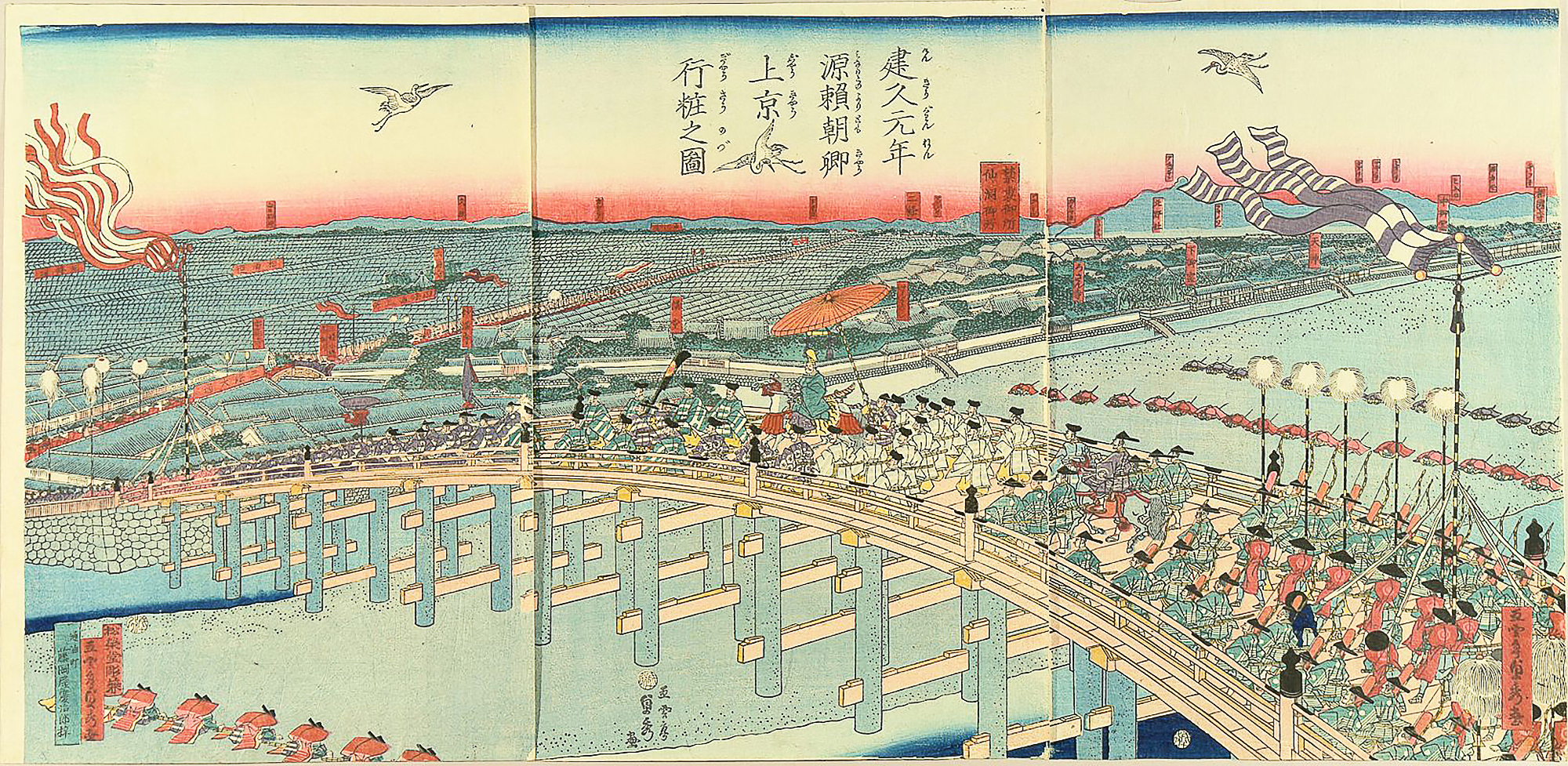
Sadahide Utagawa (1807–1873), Yoritomo Minamoto z wizytą w Kioto, 1190 (początek siogunatu Kamakura)

Kamakura (jap. 鎌倉時代 Kamakura-jidai) – okres w historii Japonii, trwający od 1185 (lub 1192) do 1333 roku.

## Rządy rodów wojskowych
Pod koniec XII wieku nastąpiła zmiana władzy, która zdeterminowała charakter Japonii na następne 700 lat, aż do restauracji Meiji w 1868 roku. Rozpoczęła się dominacja przywódców wojskowych. Wynikła ona nie z obaw przed obcą agresją, czy też chęci osiągnięcia korzyści w oparciu o przykłady z zagranicy, ale z przesunięcia układu sił wewnątrz kraju.   
Japonia weszła w nową erę nazywaną przez historyków feudalną, albowiem – podobnie jak na Zachodzie – wyróżniała się systemem lennym, podległością wasalną i etosem militarnym w polityce i kulturze. To właśnie lojalność wasali umożliwiła przywódcom wojskowym wyparcie cywilnej arystokracji i rządzenie Japonią. Cesarz i jego dwór zostali sprowadzeni do roli ceremonialnej i symbolicznej. 
Po ostatecznym zwycięstwie nad rodem Taira w 1185 roku (bitwa w zatoce Dan-no-Ura) Yoritomo Minamoto otrzymał od dworu szerokie uprawnienia dotyczące m.in. wojskowych i policyjnych funkcji państwowych oraz ulg podatkowych od zysków z shōenów. W 1190 roku przyznano mu tytuły: naczelnego gubernatora wojskowego (sō-shugo) i naczelnego komisarza ds. posiadłości ziemskich (sō-jitō), a w 1192 roku – shōguna.
Nowi urzędnicy wojskowi, mianowani przez Yoritomo spośród jego wasali, nie usunęli istniejącej administracji cywilnej w prowincjach ani aparatu zarządczego shōenów, lecz działali równolegle z nimi. Doprowadziło to do utworzenia krajowej sieci powiązań i przekształcenia się sztabu w Kamakurze z regionalnego ośrodka władzy w ogólnopaństwowy.
Yoritomo Minamoto skonsolidował władzę i utworzył nowy rząd w swoim rodzinnym mieście Kamakura. Sposobem rządów wzorował się na rodzie Fujiwara – stworzył: 
- Urząd ds. Samurajów (Samurai-dokoro, służył kontroli wasali, rozwinął się z czasem w naczelny sztab wojskowy i policyjny);
- Urząd Administracyjny (Kumon-jo, później nazwany Man-dokoro, ogólny organ administracyjny i polityczny, prowadził dokumentację związaną z dworem cesarskim);
- Trybunał (Monchū-jo, pełnił rolę sądu apelacyjnego, czuwał nad stosowaniem prawa karnego, rozstrzygał spory dotyczące praw do gruntów, prowadził rejestry sądowe i katastralne)[2][1].

## Hegemonia rodu Hōjō
Yoritomo nie udało się na długo utrzymać władzy w rękach swojej rodziny. Po jego nagłej śmierci w 1199 roku, jego syn – Yori'ie Minamoto – został siogunem i głową rodu Minamoto, ale również nie podołał zadaniu kontrolowania innych wschodnich rodzin bushi. Do początków XIII w. ustanowiono regencję dla sioguna (shikken), sprawowaną ponad sto lat przez członków rodziny Hōjō (gałąź rodu Taira, która związała się z Minamoto w 1180 roku). 
Przyjęte w Japonii określanie Hōjō rodem regentów jest pewną komplikacją. Jeśli uznać siogunów za nominalnych władców, to słowo to byłoby właściwe, ale to już sioguni działali w imieniu nominalnych władców – cesarzy. Ponadto, w imieniu cesarzy rządzili regenci i kanclerze. Zatem od chwili osiągnięcia hegemonii przez ród Hōjō w strukturze władzy na skalę krajową pojawiło się zwielokrotnione delegowanie władzy.
Przede wszystkim jednak nastąpił podział na sektory: cywilny i wojskowy. W sektorze cywilnym panował cesarz ze starym aparatem władzy. W imieniu cesarza rządzili sesshō lub kampaku, przewodnicząc Wielkiej Radzie Stanu (Daijō-kan) o znacznie zawężonej skali działania. Obok dworu cesarskiego istniała instytucja ex-cesarzy działających poprzez swój urząd o nazwie In-no-Chō.
Natomiast w sektorze wojskowym na szczycie władzy stał siogun, który inwestyturę otrzymywał od cesarza. Za życia Yoritomo Minamoto był to najważniejszy urząd, ale od momentu nominacji Sanetomo (miał wówczas 11 lat) siogunat/bakufu stał się fasadą. W jego imieniu działała rada regencyjna.
W 1221 roku wybuchły zamieszki ery Jōkyū pomiędzy cesarzem Go-Toba a rodem Hōjō, który cesarz usiłował obalić. Głównym polem bitwy było miasto Uji na przedmieściach Kioto. Stolica została zdobyta przez wojska sioguna, a dwór cesarski znalazł się pod bezpośrednią kontrolą bakufu. Od tamtej pory żadne posunięcie Kioto nie mogło się obyć bez zatwierdzenia go przez Kamakurę. W mieście utworzono urząd i stanowisko o nazwie Rokuhara-tandai, zorganizowane identycznie, jak Kamakura-bakufu, z pełnią władzy nad zachodnią Japonią, w tym m.in. odpowiedzialną za.: bezpieczeństwo, sądownictwo i negocjacje z dworem cesarskim. 
Podczas regencji Hōjō, w 1225 roku ustanowiono Radę Naczelną (Hyōjōshū). W jej skład wchodzili: shikken (regent Hōjō jako przewodniczący), szefowie wszystkich organów bakufu oraz niektórzy przywódcy wpływowych rodów wasalnych. Było to zarówno ciało doradcze wojskowych, jak i trybunał, który przejął część funkcji Monchūjo. Zaowocowało to m.in. powstaniem w 1232 roku kodeksu Jōei shikimoku („Zbiór przepisów ery Jōei”), który odzwierciedlał gruntowną zmianę rządów: z dworskich na wojskowe. Był to dokument, który szczegółowo określał m.in. obowiązki gubernatorów wojskowych i zarządców majątków ziemskich, sposoby rozwiązywania konfliktów w sprawie ziemi, a także opisywał sposoby zarządzania dobrem dziedzicznym. Dla tych, którzy naruszali przepisy, były w nim dokładnie określone kary. Kodeks ten przetrwał przez następne 635 lat.

## Inwazje mongolskie
Ważnymi wydarzeniami z historii okresu było odparcie dwóch inwazji Mongołów na Japonię. W 1268 roku do dworu w Japonii dotarła informacja o nowym reżimie Mongołów w Dadu (ob. Pekin). Mongolski przywódca, Kubilaj-chan, zażądał, aby Japonia zapłaciła okup i groził reperkusjami w razie odmowy. Japonia odrzuciła ultimatum i poczęła przygotowywać obronę na wyspach. 
Pierwsza inwazja miała miejsce w 1274 roku. Ponad 600 statków połączonych flot mongolskiej, chińskiej i koreańskiej z 23 tys. żołnierzy uzbrojonych w katapulty, wybuchowe pociski, łuki i strzały. Gdyby nie pomoc tajfunu, który zmiótł wrogą armię, Japonia padłaby łupem najeźdźców. Kubilaj-chan wycofał swoje okręty, aby w kilka lat później (1281) próbować dokonać drugiej inwazji (ponad 4 tys. statków, ponad 140 tys. żołnierzy). I tym razem tajfun pomógł Japonii, niszcząc wrogą flotę. Według dwóch kapłanów shintō, Japonii dopomógł boski wiatr (kamikaze).

## Upadek siogunatu Kamakura
Wojna ta miała wiele negatywnych, ekonomicznych aspektów. Aby utrzymać armię, trzeba było nałożyć nowe podatki. Ponadto ci, którzy spodziewali się jakichś rekompensat (za poniesione straty lub za pomoc w odpieraniu ataków) nie doczekali się ich, co spowodowało falę niezadowolenia, a w efekcie upadek znaczenia i siły rządów bakufu w Kamakurze. Ponadto na skutek licznych dziedziczeń ziemie były często dzielone, a właściciele ziemscy coraz częściej zwracali się do pożyczkodawców o wsparcie. Wędrowne bandy rōninów jeszcze bardziej zagrażały stabilności bakufu. Ostatecznie okres zakończyła przegrana przez siogunat wojna Genkō.